# GeForce 256
A GeForce 256 é a versão original na linha de produtos GeForce da Nvidia. Anunciada em 1 de setembro de 1999 e lançada em 11 de outubro de 1999, a GeForce 256 melhora seu predecessor (RIVA TNT2), aumentando o número de pipelines de pixels fixos, descarregando cálculos de geometria de host para um mecanismo de transformação e iluminação de hardware (T&L), e adicionando compensação de movimento de hardware para vídeo MPEG-2. Ele ofereceu um salto notável no desempenho de jogos 3D para PC e foi o primeiro acelerador 3D totalmente compatível com Direct3D 7.
O chip foi fabricado pela TSMC usando seu processo CMOS de 220 nm. Existem duas versões da GeForce 256 - a versão SDR lançada em outubro de 1999 e a versão DDR lançada em meados de dezembro de 1999 - cada uma com um tipo diferente de memória SDRAM. A versão SDR usa memória SDR da Samsung Electronics, enquanto a versão DDR posterior usa memória DDR SDRAM da Hyundai Electronics (agora SK Hynix).

## Arquitetura

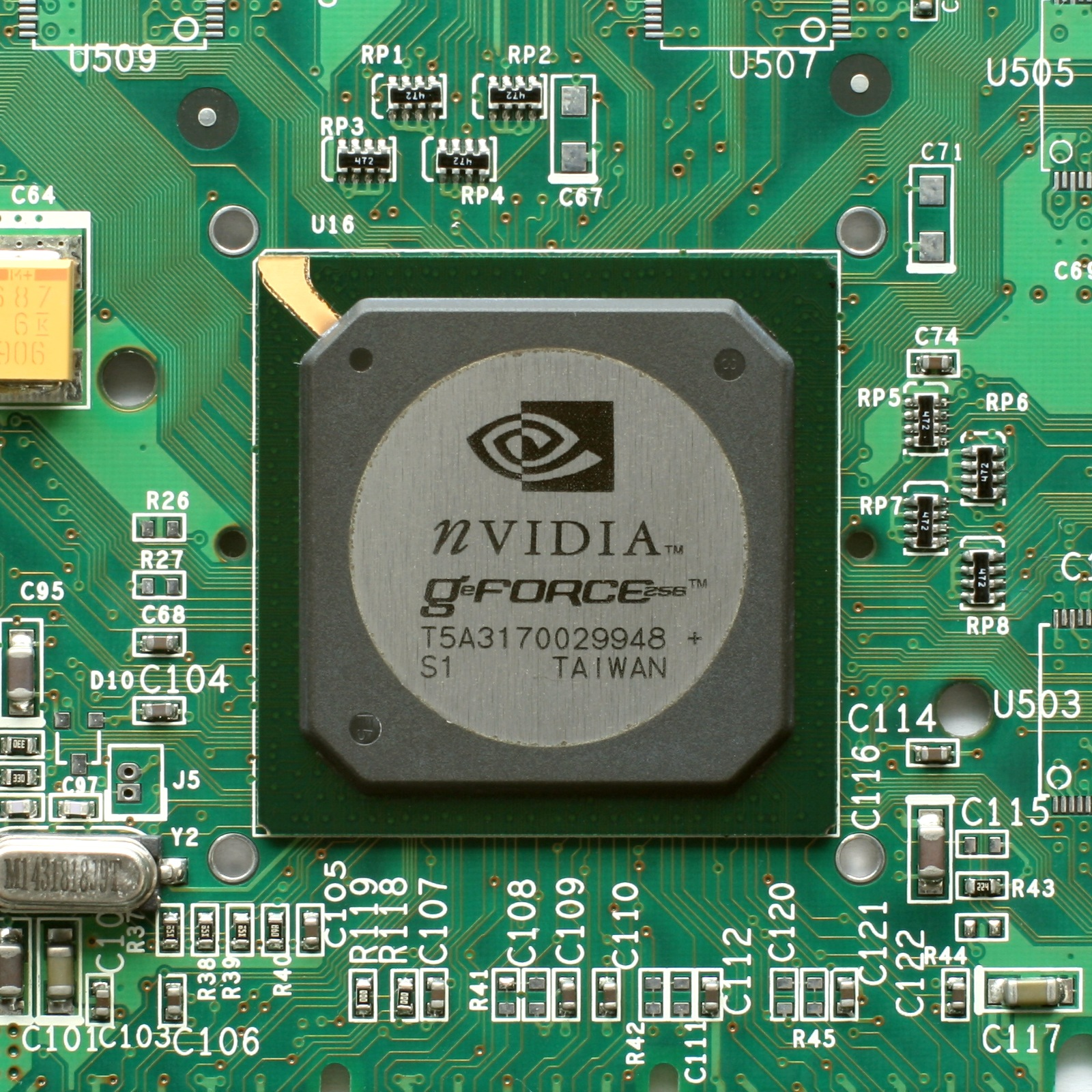
GeForce 256 (NV10) GPU

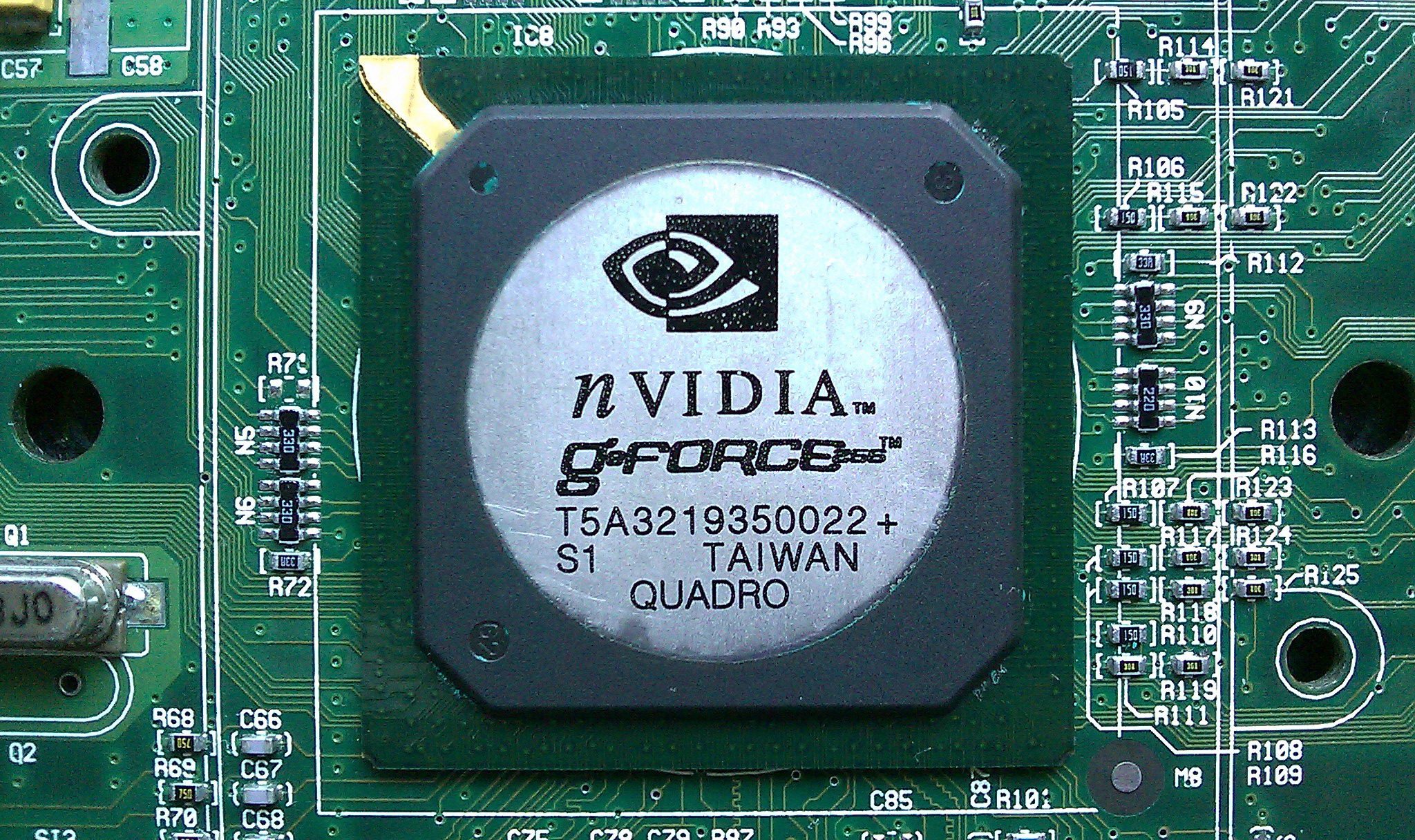
Quadro (NV10GL) GPU

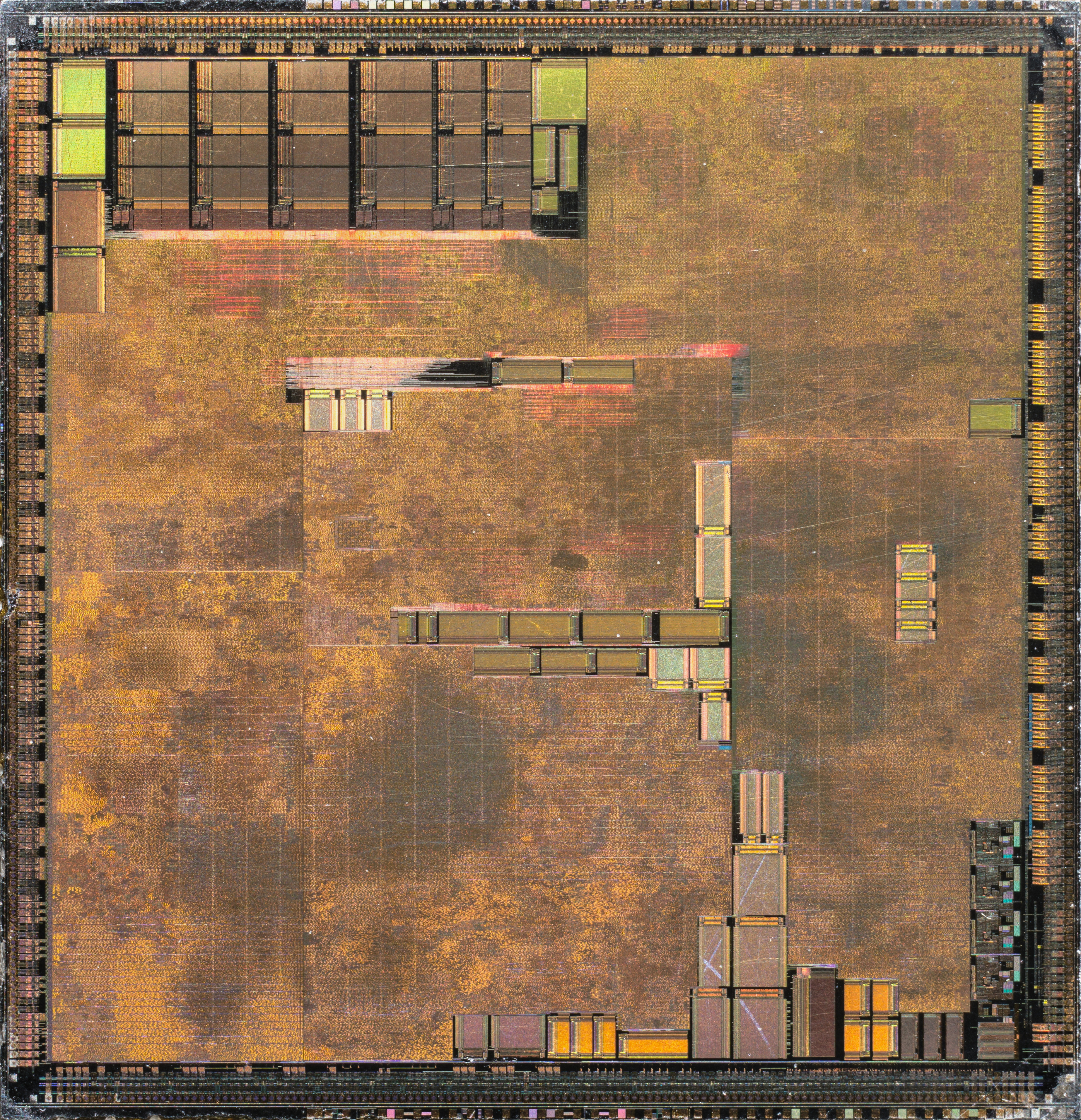
Die shot de uma GPU NV10

A GeForce 256 foi comercializada como "a primeira 'GPU' ou unidade de processamento gráfico do mundo", um termo definido pela Nvidia na época como "um processador de chip único com transformação integrada, iluminação, configuração/recorte de triângulo e motores de renderização capazes de processar um mínimo de 10 milhões de polígonos por segundo".
O "256" em seu nome deriva do "QuadPipe Rendering Engine 256bits", um termo que descreve os quatro canais de pixel de 64 bits do chip NV10. Em jogos de textura única, o NV10 poderia produzir 4 pixels por ciclo, enquanto um cenário de duas texturas limitaria isso a 2 pixels multitexturizados por ciclo, já que o chip ainda tinha apenas um TMU por pipeline, assim como o TNT2. Em termos de recursos de renderização, a GeForce 256 também adicionou suporte para mapeamento de ambiente de cubo e mapeamento de bump de produto de ponto (Dot3).
A integração do hardware de transformação e iluminação na GPU diferenciava a GeForce 256 dos aceleradores 3D mais antigos que dependiam da CPU para realizar esses cálculos (também conhecidos como transformação e iluminação de software). Essa redução de complexidade da solução gráfica 3D trouxe o custo desse hardware a um novo nível e o tornou acessível a placas gráficas de consumo baratas, em vez de ser limitado ao antigo nicho orientado profissionalmente projetado para design auxiliado por computador (CAD). O motor T&L do NV10 também permitiu que a Nvidia entrasse no mercado de CAD com placas dedicadas pela primeira vez, com um produto chamado Quadro. A linha Quadro usa os mesmos chips de silício que as placas GeForce, mas tem suporte de driver e certificações diferentes feitos sob medida para os requisitos exclusivos dos aplicativos CAD.

## Comparações de produtos
Em comparação com os aceleradores de jogos 3D de ponta anteriores, como 3dfx Voodoo3 3500 e Nvidia RIVA TNT2 Ultra, a GeForce forneceu uma melhoria de até 50% ou mais na taxa de quadros em alguns jogos (aqueles escritos especificamente para tirar proveito dos T&L do hardware) quando juntamente com uma CPU de orçamento muito baixo. O lançamento posterior e a adoção generalizada de placas GeForce 2 MX/4 MX com o mesmo conjunto de recursos significou um suporte excepcionalmente longo para a GeForce 256, até aproximadamente 2006, em jogos como Star Wars Empire At War e Half-Life 2, o último dos quais apresentava um caminho Direct3D 7, visando o pipeline de função fixa dessas GPUs.
Sem um amplo suporte de aplicativos na época, os críticos apontaram que a tecnologia T&L tinha pouco valor no mundo real. Inicialmente, foi apenas um pouco benéfico em certas situações em alguns jogos de tiro em primeira pessoa 3D baseados em OpenGL, mais notavelmente Quake III Arena. Benchmarks usando CPUs de baixo orçamento como o Celeron 300A dariam resultados favoráveis para a GeForce 256, mas benchmarks feitos com alguns CPUs como o Pentium II 300 dariam melhores resultados com algumas placas de vídeo mais antigas como a 3dfx Voodoo 2. 3dfx e outras empresas de placas gráficas concorrentes apontaram que uma CPU rápida poderia mais do que compensar a falta de uma unidade T&L. O suporte de software para T&L de hardware não era comum até vários anos após o lançamento da primeira GeForce. Os primeiros drivers eram problemáticos e lentos, enquanto as placas 3dfx desfrutavam de suporte eficiente, de alta velocidade e maduro para a API Glide e/ou MiniGL para a maioria dos jogos. Somente depois que a GeForce 256 foi substituída pela GeForce 2, e o Radeon equipado com T&L da ATI também estava no mercado, o T&L de hardware se tornou um recurso amplamente utilizado em jogos.
A GeForce 256 também era bastante cara para a época e não oferecia vantagens tangíveis sobre os produtos dos concorrentes fora da aceleração 3D. Por exemplo, sua GUI e aceleração de reprodução de vídeo não eram significativamente melhores do que a oferecida pela concorrência ou mesmo por produtos Nvidia mais antigos. Além disso algumas placas GeForce eram afetadas por circuitos de sinal analógico deficientes, o que fazia com que a saída da tela ficasse borrada.[carece de fontes?]
À medida que as CPUs se tornaram mais rápidas, a GeForce 256 demonstrou que a desvantagem do T&L do hardware é que, se uma CPU for rápida o suficiente, pode executar funções T&L mais rapidamente do que a GPU, tornando a GPU um obstáculo para o desempenho de renderização. Isso mudou a forma como o mercado gráfico funcionava, incentivando tempos de vida mais curtos das placas de vídeo e colocando menos ênfase na CPU para jogos.

### Compensação de movimento
A GeForce 256 introduziu a compensação de movimento como uma unidade funcional do chip NV10, esta unidade de primeira geração seria sucedida pelo HDVP (processador de vídeo de alta definição) da Nvidia em GeForce 2 GTS.

## Suporte descontinuado
NVIDIA encerrou o suporte de driver para a série GeForce 256.

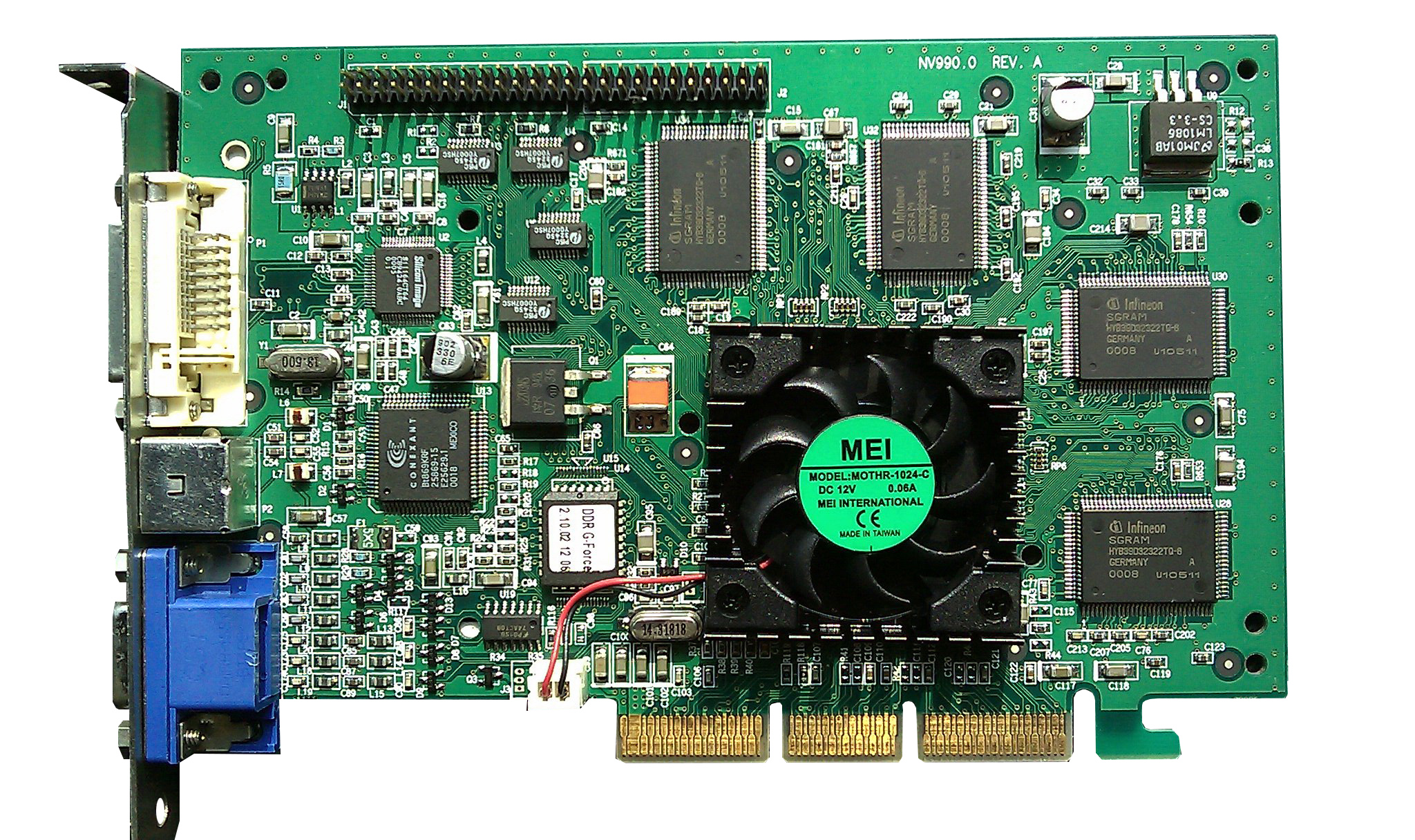
VisionTek GeForce 256 DDR

### Final drivers include
- Windows 9x e Windows Me: 71.84 lançado em 11 de março de 2005;

Lista de suporte do produto Windows 95/98/Me – 71.84.
- Windows 2000 e Windows XP de 32 bits: 71.89 lançado em 14 de abril de 2005;
- Os drivers do Windows 2000/XP podem ser instalados em versões posteriores do Windows, como o Windows 7. No entanto, eles não suporte os efeitos "Aero" do Windows 7.

## Concorrentes
- ATI Rage 128 e Rage Fury MAXX
- 3dfx Voodoo 3
- Matrox G400
- S3 Savage 2000